# عبد الرحيم القنائى
عبد الرحيم القنائي أو عبد الرحيم القناوي عالم دين وتفسير إسلامي مغربي. السيد عبد الرحيم بن أحمد بن حجون وينتهي نسبه إلى الإمام الحسين بن علي بن أبي طالب. سمي واطلق على نفسه «عبد الرحيم» طمعا لما عاينة من وصف الرحمة وكان اسمه في بلاده بمعنى الأسد.

## المولد
ولد في ترغاي من مقاطعة سبتة في المغرب الأقصى وذلك في الأول من شعبان سنة 521 هـ/1127 م.

## حياته
أمضى طفولته في تحصيل العلم في جامع ترغاي الكبير على يد والده كما تتلمذ على كبار العلماء فلم يكد يصل الثامنة من عمره حتى كان قد حفظ القرآن الكريم وجوده تلاوة وفهما، وتوفى والده وهو في سن الثانية عشر لذلك مرض مرضا شديدا حتى حار الأطباء في علاجه وأشار بعض منهم إلى أنه يجب أن يغادر البلاد لما حدث فيها من عزاء لوالده قضى في دمشق ثمانى سنوات نهل فيها من علماء دمشق وقد بدا لهم ذكاء السيد عبد الرحيم وسرعة بديهته وحفظه وميله إلى التصوف فطلبوا منه وهو في سن العشرين أن يلقي الدروس فأبى وذلك أدبا لأنه يعرف قد علماء دمشق وكان مقيما عند أخيه فسألوا أخاه إقناعه فرفض وقرر العودة إلى بلدة ترغاي. وفي ترغاي وجد مكان أبيه شاغرا لم يقدم أحد على شغله لمعرفة مكانة الشيخ وان ليس فيهم من يستحق هذه المكانة واجتمع علماء ترغاى واصروا على إحلال السيد عبد الرحيم مكان أبيه، فكان لهم ما طلبوا. وفي أول درس يلقيه الشيخ تكدس الناس لما بدا لهم من غزارة علم السيد عبد الرحيم الشيخ الصغير ذي العشرين عاما وذاع صيته وتوافدت عليه الناس من البلاد المجاورة للقائه.
قضى السيد عبد الرحيم خمس سنوات على هذا النهج وما يقوم به من مهمة الوعظ والإرشاد عن واجبات المسلم نحو ربه ومجتمعه بأسلوب ساحر أخّإذ أبكى المستمعين تأثرا وإعجابا. على أن أحداث المشرق في ذلك الوقت من تكتل قوى الاستعمار الأوروبى المقنع تحت اسم الصليب، للهجوم على بلاد المشرق واستعمارها كانت تشد تفكيره بقوة إلى المشرق حيث كان يرى وجوب تكتل كل قوى المفكرين من المسلمين لحماية الدول الإسلامية وتعبئ كل القوى المادية والمعنوية لحمايتها من التفكك والضعف والانحلال الذي أوشك أن يصيبها. وفي تلك الأثناء توفيت والدته ولم يكن تزوج بعد وليس هناك صغار يسعى في تربيتهم، الأمر الذي جعله بالإضافة إلى الأسباب السابقة، أن يفكر في الرحيل إلى المشرق،

## الرحيل إلى المشرق
قرر السيد عبد الرحيم الاتجاه إلى الحجاز حيث يؤدى فريضة الحج لاته لم يتسنى له أداؤها عندما كان بدمشق وحتى يلتقى هناك في موسم الحج بعلماء المسلمين لمناقشة جوانب مشاكل العالم الإسلامي وبعدها يرى إلى أين يوجه المولى عز وجل. فرحل من ترغاي ميمنا وجهه شطر الحجاز لتأدية فريضة الحج، وفي طريقه مر بمدينة الإسكندرية والقاهرة فتركا في نفسه أثرا لم تمحه رحلته المقدسة إلى البلاد الحجازية. وبقى في البلاد الحجازية تسع سنوات قضاها متنقلا بين مكة والمدينة ينهل من علم وفضل فقهائها وعلمائها تارة وعابدا معتكفا بالبيت الحرام أو بمسجد المدينة تارة أخرى أو متنقلا يسعى في مناكبها للاتجار في بعض المحاصيل سعيا وراء كسب الرزق حتى يستطيع التفرغ للعبادة والعلم دون أن يمد يده للاستجداء أو أن يكون عالة على أحد.

## الرجوع إلى مصر
حتى إذا كان موسم الحج العاشر، التقى بمكة بأحد الشيوخ الأتقياء الورعين القادمين من مدينة قوص عاصمة صعيد مصر في ذلك الوقت وهو الشيخ مجد الدين القشيري، ودار بينهما حديث فتعارف فألفه وأصر بعدها القشيرى على أن يصحبه عبد الرحيم إلى مصر وإلى قوص وقنا بالذات حيث أن مجتمعها متعطش إلى علم وفضل أمثاله.
وهنا يقول السيوطي: وما زال الشيخ يحاوره ويدلل على حججه وعلى أن عبد الرحيم ليس له ما يربطه بمكة والمدينة أحد أو شئ، وأن واجبه الإسلامي يدعوه إلى الإقامة في قوص أو قنا ليرفع راية الإسلام وليعلم المسلمين أصول دينهم وليجعل منهم دعاة للحق وجنودا لدين الله. وأخيرا وافق عبد الرحيم على الرحيل إلى مصر فجاء بصحبة الشيخ مجد الدين القشيرى الذي كان يعمل حينئذ إماما بالمسجد العمرى بقوص وكانت له مكانته المرموقة بين تلاميذه ومريديه وكان ذلك في عهد الخليفة العاضد بالله آخر خلفاء الدولة الفاطمية، ولكن عبد الرحيم لم يرغب البقاء في قوص وفضل الانتقال لمدينة قنا تنفيذا لرؤى عديدة أخذت تلح عليه في الذهاب إلى قنا والإقامة بها ولأن قوص ليست في حاجة شديدة إليه فقد كانت وقتها غاصة بالعلماء والفقهاء وكبار المفكرين من أهل الدنيا والدين.
وبعد أن أمضى عبد الرحيم ثلاثة أيام بقوص رحل إلى قنا حيث التقى بالشيخ عبد الله القرشي أحد أوليائها الصالحين فانعقدت أواصر الألفة بينهما وتحابا وتزاملا في الله. وقد ساعد جو قنا الهادئ الشيخ عبد الرحيم على حياة التأمل فأمضى عامين كاملين يتعبد ويدرس ويختلي بنفسه ليتعرف على خباياها ولا يقطع عليه هذا الاختلاء وذاك التعبد إلا خروجه للتجارة التي يعتمد عليها في معاشه، فقد كان رحمه الله قد اتخذ لنفسه منهاجا لا يحيد عنه طوال حياته، وهو العمل بيده حتى يكسب قوته.
خلال تلك الفترة صدر قرار من والي مصر بتعيين الشيخ عبد الرحيم شيخا لقنا وأصبح من ذلك اليوم يسمى بالقنائى (ولما تولى الأيوبيون مقاليد الأمور في مصر، عملوا جاهدين على القضاء على المذهب الشيعي السائد في عهد الدولة الفاطمية ونشر المذهب السني وكانت وسيلتهم في ذلك تولية شؤون البلاد وحكمها لأصحاب المذهب السني وخاصة المذهب الشافعي، مذهب الأيوبيين الخاص. فأصدر الملك العزيز بالله قرارا بتعيين الشيخ عبد الرحيم شيخا لمدينة قنا.
درت عليه التجارة في قنا ربحا وفيرا ساعدته على الإنفاق على فقراء الطلاب والراغبين في العلم وغير القادرين من أبناء المسلمين. وقد كانت لسيدى عبد الرحيم مدرسته الصوفية الخاصة التي تسمح للطرق الصوفية الأخرى بالأخذ منها من غير الخروج على طرقها.

## مدرسته
مدرسة كاملة من العلم الصوفي المحمدي ولذلك لا يمكن ان نطلق علية رضى الله عنه شيخ طريقة إذ أنه لم يحصر نفسه بين طائفه معينة من الناس يجدو لهم منهج عبادتهم ولكنه كان يرى أن له وضعا خاصا في مجتمع إسلامي صغير بالصعيد ومجتمع إسلامي على المستوى العالمي من خلال من يلتقي بهم من علماء ومتصوفيهم وقد اتخذ البعض طريقة تنسب إلى السيد عبد الرحيم بعد وفاته على أساس أن العلوم التي أورثها السيد عبد الرحيم لتلاميذه وأسرته لا تقل في المرتبة والتنظيم عن مناهج الطرق الأخرى وتعتبر مدرسة فكرية إسلامية تصوفية.

## مقولات مأثوره عنه
- الدين الإسلامي دين علم دين عمل وأخلاق فمن ترك واحدة فقد ضل الطريق.
- العلم: مصدره احاسيس مرتبطة بين العقل والإرادة ينتج منها الإنتاج الفكري سواء كان من بيانه وأبوابه أو مرتلا (خزينة أسرار مجلس الإنتاج الفكري) الذاكرة والعلم علم الواقع وعلم الطبيعى فالاول حسن حسن ظاهرى والثاني تحوطة المعرفة وهو ما يبصره الإنسان وينظر بها ظاهر الأشياء وأسبابها الخفية.
- «وقل اعملوا فسيرى الله عملكم ورسوله». أدلى ان الرجل الصوفى يحل بتلك الاية قلبا وقالبا فأصبح في مقام الخوف وإنها الطريق الموصل إلى رضا الرحمن علية وما يرضى به الرسول.
- تكلم عن التفرقة بين الروح والنفس حيث الروح أعلى في الجوهر من النفس لاتصالها بخالقها فهو وحده يعلم ماهيتها وجعلها سرا عنده لاتصالها بالذات المقدسية «نفخنا فيه من روحنا» وقد قسم مراتب النفس إلى الآتي:
- النفس الراضية هي التي في درجة الاتصال بالروح مستديمة
- النفس المرضية هي في مقام الاستنارة
- النفس اللوامة هي التي في مقام الإصلاح
- النفس الإمارة بالسوء هي في مقام الظلم والظلمات
- التصوف ليس ركن من أركان الإسلام ولكنه ركن من أركان الأخلاق
- راس الإيمان الصدق ومن لم يحفظ جوارحه وحواسه عما نهى عنه فليس بصادق
- اللهم ارزقنا رزقا لا تعذبنا عليه
- من زهد في شهواته شاهد في خلوته
- الصدق مركب السلامة والكذب مركب العطب والخلاص في الإخلاص

## مؤلفاته
- تفسير للقرآن الكريم
- رسالة في الزواج
- أحزاب وأوردة
- كتاب الأصفياء

## وفاته
توفي الشيخ عبد الرحيم القناوي يوم الثلاثاء 19 صفر سنة 592هـ الموافق 23 يناير 1196 بعد صلاة الفجر وعمره 71 عاما قضى منها 41 عاما في الصعيد.